# Euselasia extensa
Euselasia extensa är en fjärilsart som beskrevs av Bates 1868. Euselasia extensa ingår i släktet Euselasia och familjen Riodinidae. Inga underarter finns listade i Catalogue of Life.